# Льон шорсткий
Льон шорсткий (Linum hirsutum) — багаторічна трав'яниста рослина роду льон (Linum).

## Ботанічний опис
Стебла 10–40 см заввишки, до 5 мм у діаметрі. Уся рослина густо жорстко-волосиста, рідше — розсіяно-волосиста. Листки тупуваті або загострені, шириною до 12 мм.
Чашолистки довго загострені, по краю та зверху залозисто-волосисті. Квітки блідо-фіолетові, пелюстки довжиною 20–28 мм, у 3 рази довші від чашечки. Цвіте у червні-липні.

## Поширення
Вид поширений у Європі та в Азії: у Туреччині. В Україні зустрічається у степу, росте на кам'янистих схилах, у чагарниках.

## Галерея

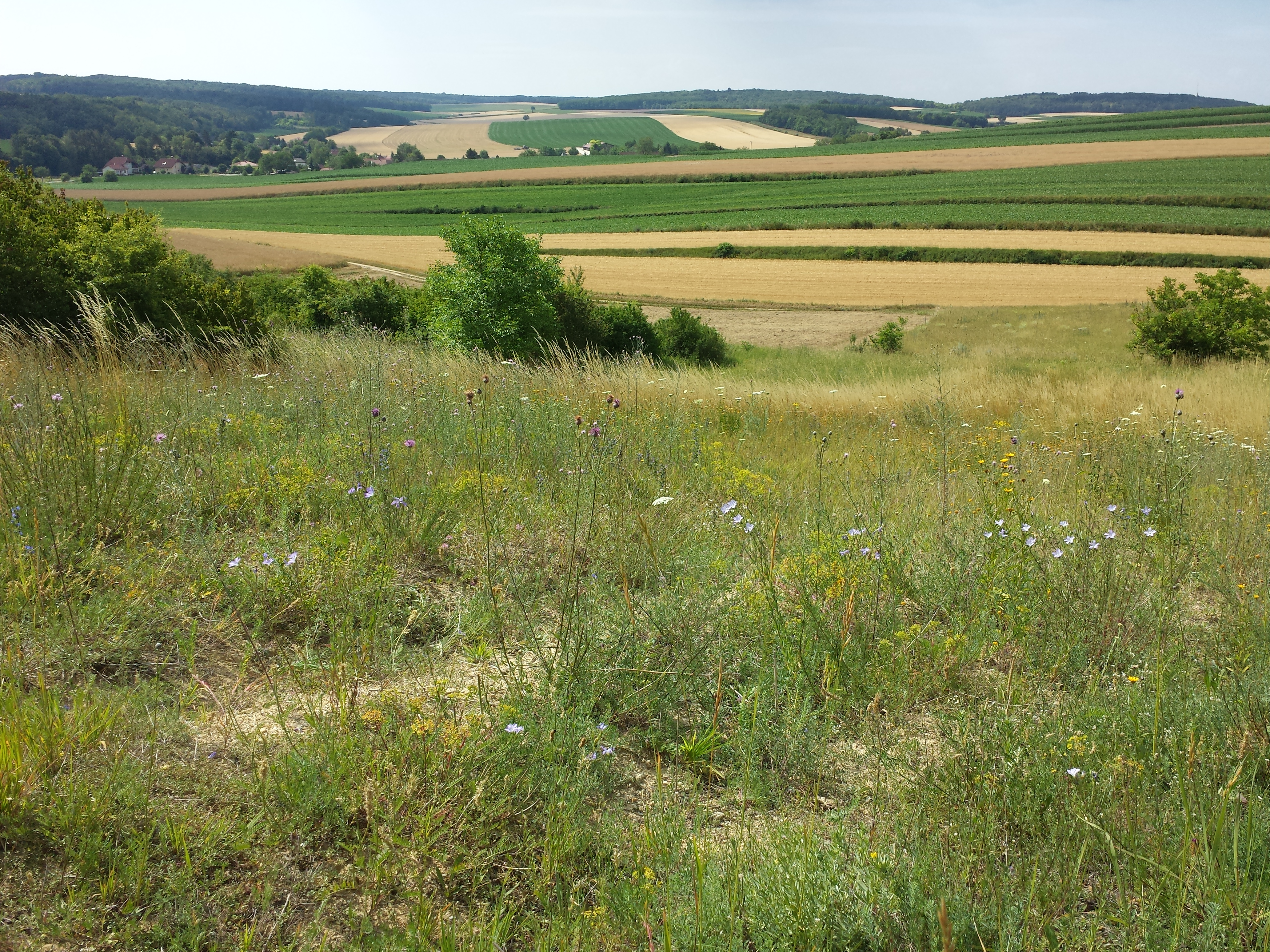
середовище проживання
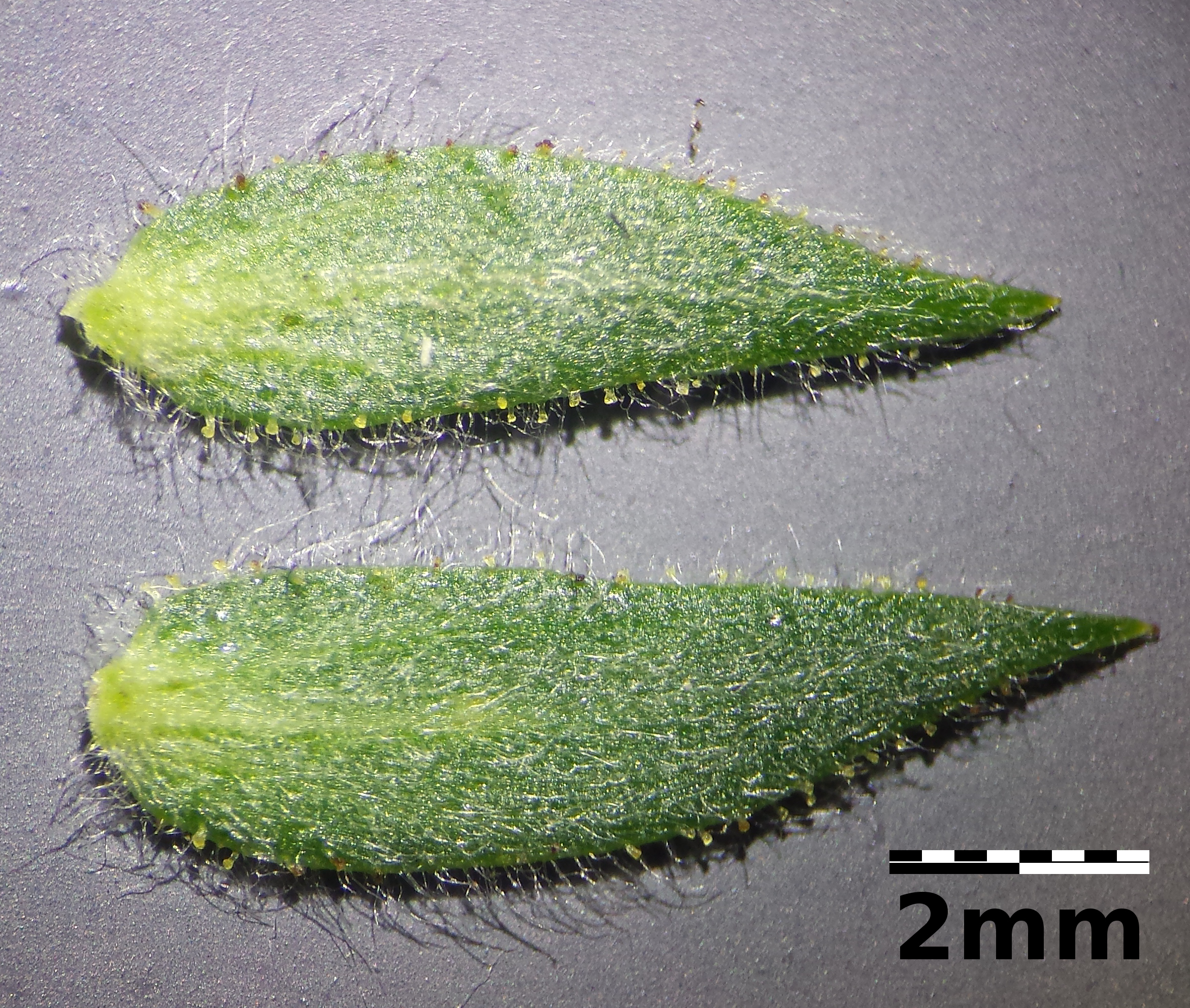
приквітки з залозами по краях
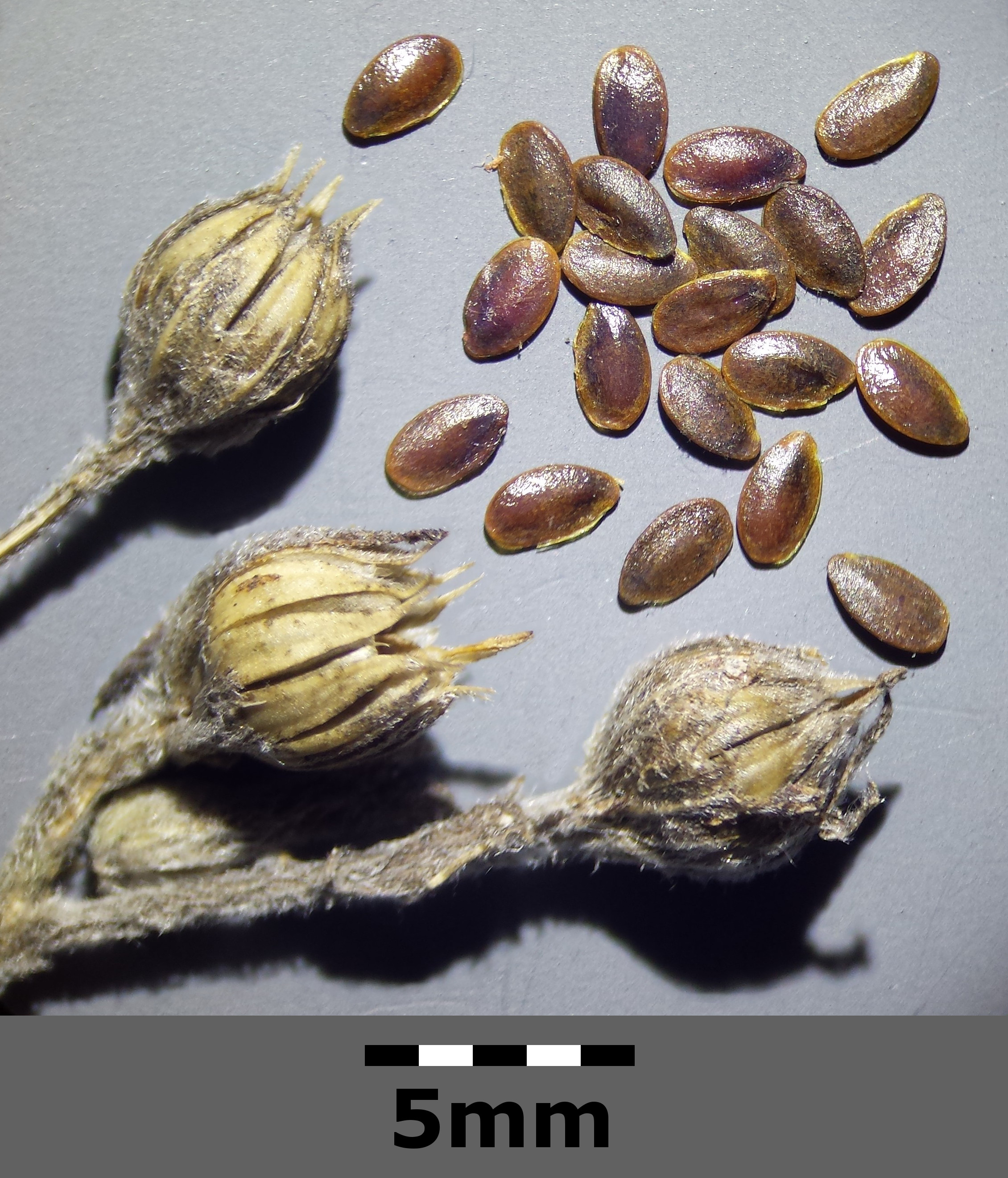
плоди й насіння